# Partit Progressista (Israel)
El Partit Progressista (hebreu: מפלגה פרוגרסיבית‎, transcrit Miflaga Progresivit) fou un partit polític d'Israel d'ideologia liberal, i un dels antecedents de l'actual Likkud.

## Història
El Partit Progressista era un partit liberal, la majoria dels seus fundadors procedien de les files del Partit Nova Aliyà i Ha-Oved Hatzioni, que havien estat actius abans de la independència. Es componia principalment d'immigrants de l'Europa Central.
A les eleccions de 1949 el partit va guanyar cinc escons; Idov Cohen, Yeshayahu Forder, Avraham Granot, Yizhar Harari i Pinchas Rosen van prendre el seu lloc com a membres del Knesset. Es van unir al govern com un soci de la coalició del partit Mapai de David Ben-Gurion, i formaren part del primer i segon governs.
A les eleccions de 1951 el partit va perdre un escó i va baixar a 4 diputats. No foren inclosos en la primera coalició de Ben-Gurion, però van entrar en el quart govern en substitució dels partits religiosos Agudat Israel i Agudat Israel dels Treballadors, que havia renunciat per qüestions de l'educació religiosa. També van ser socis de coalició en el cinquè govern (creat quan Ben-Gurion va renunciar i va ser substituït per Moshe Sharett), però es van retirar del sisèa govern després d'una moció de confiança contra la coalició governant.
Van recuperar la seva força original a les eleccions de 1955, tornant a cinc escons, i foren membres dels governs setè i vuitè, encapçalat pel retorn de Ben-Gurion.
A les eleccions de 1959 el partit va obtenir un altre escó, augmentant la seva representació a sis membres en el Knesset. Una vegada més es van unir a la coalició de Ben-Gurion. Durant el 4t Knesset el partit es va fusionar amb el Sionistes Generals per formar el Partit Liberal. Va ser la moció de censura presentada pel nou Partit Liberal i Herut la que va enderrocar el govern.
Les eleccions de 1961 van veure el Partit Liberal convertit en la tercera força més gran al Knesset, encara que no es va unir a la coalició de govern. Més tard, en el període de sessions, la majoria dels diputats del Partit Liberal es va fusionar amb Herut per formar Gahal (que finalment va esdevenir el Likkud). Tanmateix, els diputats que eren d'acord amb la fusió eren anteriors membres en gran part dels Sionistes Generals. La majoria dels ex diputats del Partit Progressista es va oposar a l'aliança amb Herut i en comptes d'aquest van establir els Liberals Independents.

## Resultats electorals
| Any  | Líder         | Vots                    | %                       | Pos.                    | Escons   | +/− | Govern               |
| ---- | ------------- | ----------------------- | ----------------------- | ----------------------- | -------- | --- | -------------------- |
| 1949 | Pinchas Rosen | 17,786                  | 4.1                     | 6è                      | 5 / 120  | Nou | Coalició             |
| 1951 | Pinchas Rosen | 22,171                  | 3.2                     | 7è                      | 4 / 120  | 3   | Opposition (1951–52) |
| 1951 | Pinchas Rosen | 22,171                  | 3.2                     | 7è                      | 4 / 120  | 3   | Coalició (1952–55)   |
| 1951 | Pinchas Rosen | 22,171                  | 3.2                     | 7è                      | 4 / 120  | 3   | Oposició (1955)      |
| 1955 | Pinchas Rosen | 37,661                  | 4.4                     | 9è                      | 5 / 120  | 1   | Coalició             |
| 1959 | Pinchas Rosen | 44,889                  | 4.6                     | 8è                      | 6 / 120  | 1   | Coalició             |
| 1961 | Pinchas Rosen | Dins del Partit Liberal | Dins del Partit Liberal | Dins del Partit Liberal | 10 / 120 | 4   | Oposició             |